# Михаило Андрејевић
Михаило Андрејевић (Пожаревац, 3. јул 1898 — Београд, 20. септембар 1989) био је српски лекар, фудбалер и фудбалски радник.

## Каријера

### Као фудбалер
Почетак његове каријере био је паралелан са почецима БСК-а. Као изузетно даровит већ 1914. заиграо је за први тим. Почетком рата одлази у добровољце. Заробљен је и одведен у Бугарску. Ту је наставио да се бави фудбалом наступајући за Левски и ФК13. Побегао је из заробљеништва и 1918. је учествовао у пробоју Солунског фронта. По ослобођењу је одиграо још неколико утакмица за БСК, а затим је наступао за резерве бечког Винершпортклуба.

### Као фудбалски радник
По завршетку каријере одмах је ушао у управу БСК-а. По пресељењу савеза из Загреба у Београд 1930. изабран је за секретара за спољне послове. Имао је велике заслуге за одлазак репрезентације на Светско првенство у Уругвају 1930. За председника савеза је изабран 1939. За члана Надзорног одбора Фифе изабран је 1932, а већ 1936. постао је члан Извршног комитета. Био је председник Арбитражне и Медицинске комисије Фифе. Члан Фифе је са прекидима остао до 1982. када је изабран за доживотног почасног члана. 1984. био међу седморицом заслужних фудбалских радника, првоодликованих орденом Фифе, а добио је и Златно признање МОК-а.

## Занимљивости
Михаило Андрејевић је још као фудбалер постао доктор медицине. Био је професор на београдском Медицинском факултету у периоду 1953-1969. До пред крај живота писао је у „Недељној Борби“ занимљиве и надасве корисне чланке из области медицине. До смрти је обављао функцију председника Удружења ратника Србије 1914-1918. Написао је књигу својих успомена под насловом „Дуго путовање кроз фудбал и медицину“.
Према тврђењу његовог сина, на полувремену мајсторице за пласман на Светско првенство у фудбалу 1974., Андрејевић је убризгавао чоколаду у вене југословенских фудбалера. Југославија је преко Каталинског постигла побједоносни погодак и отишла на Мондијал.
Андрејевић је говорио седам светских језика. Први је довео апарат за дијализу из Лондона у Београд, као и апарат за акупунктуру.
Дана 9. августа 2022. године, стадион пожаревачког Младог радника је променио име у част Андрејевићу.